# المتنورون (لعبة)
كروت الإيلوميناتي أو The Illuminati Card هي لعبة ظهرت في التسعينات ظهرت اسمها المتنورون: النظام العالمي الجديد في تكساس عن 18 أبريل 1995 وصاحبها ستيف جاكسون Steve Jackson. في عام 1990 صادرت المخابرات أجهزة الحاسوب والمطبعة وقطع التخزين الحاسوبية من مكتبه وبعد 3 سنوات وصراع مع المحاكم ربح القضية ولكن قد تم تخريب محتويات أجهزة الحاسوب. وقد منعت اللعبة في أمريكا في ذلك الوقت تحتوي على 401 كرت وكل كرت يتحدث عن حادثة ما.